# Doxander vittatus
Doxander vittatus (nomeada em inglês Vittate conch ou Turrid Strombus) é uma espécie de molusco gastrópode marinho pertencente à família Strombidae da subclasse Caenogastropoda. Foi classificada por Carolus Linnaeus, com o nome de Strombus vittatus, em 1758, na sua obra Systema Naturae, sendo a espécie-tipo de seu gênero (táxon monotípico). É nativa do mar Mediterrâneo, no oceano Atlântico, nas costas do mar Egeu até o Indo-Pacífico, na Tailândia, mar da China Meridional e ilhas Fiji.

## Descrição da concha e habitat
Concha variável e de espiral alta, pontiaguda e com costelas axiais, marrom-alaranjada com máculas brancas; com a sua última volta ocupando metade de sua altura total e formando uma aba dotada de lábio externo fino, de abertura estreita e de coloração branca, quando vista por baixo. Chegam a até 11 centímetros, em suas maiores dimensões. É encontrada em habitats lamosos e arenosos até os 40 metros de profundidade.

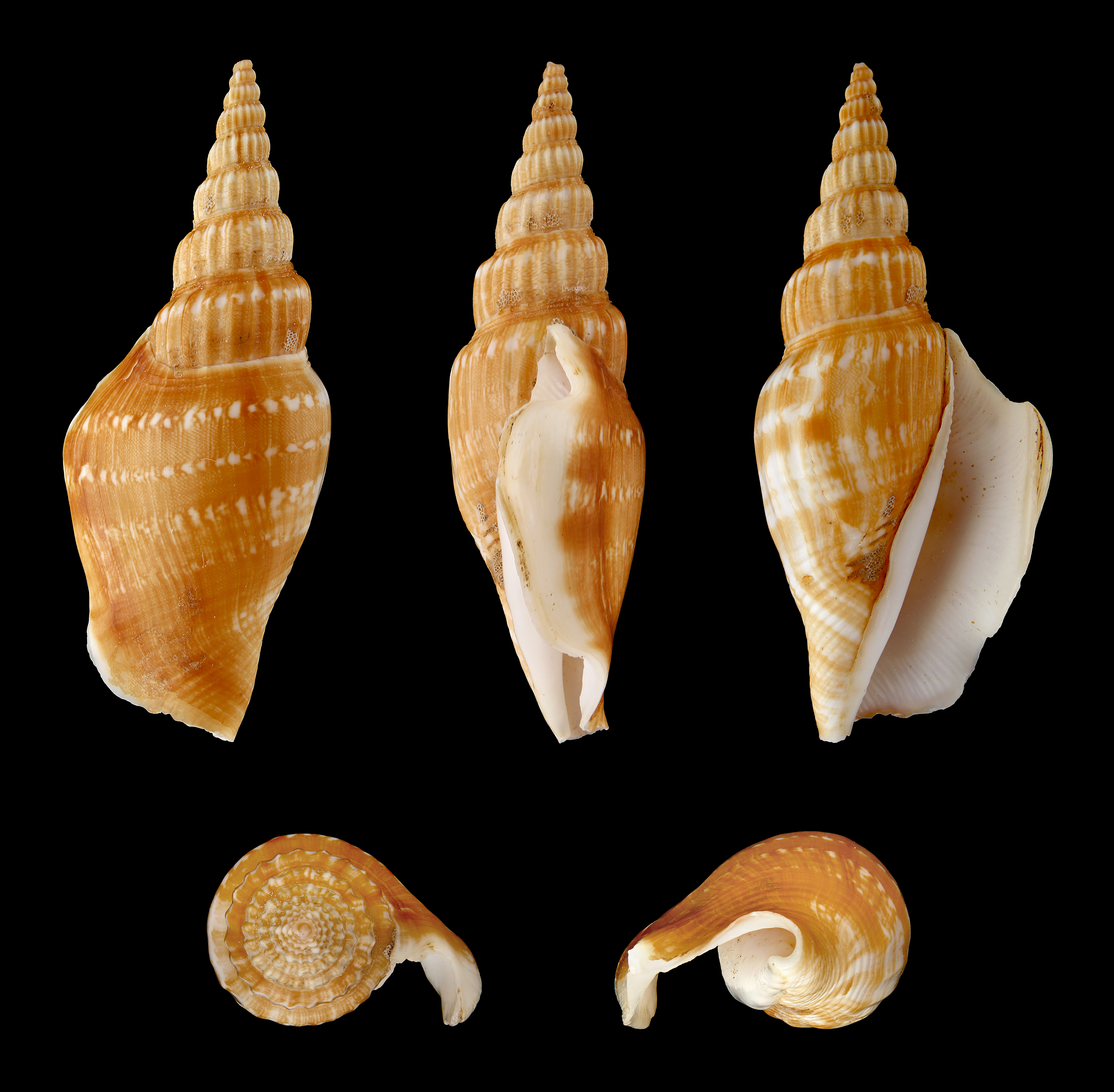
Cinco vistas da concha de um D. vittatus adulto: abapertural (superior esquerdo), lateral direito (centro), apertural (superior direito), apical (inferior esquerdo) e basal (inferior direito).